# Burchard Müller von der Lühne

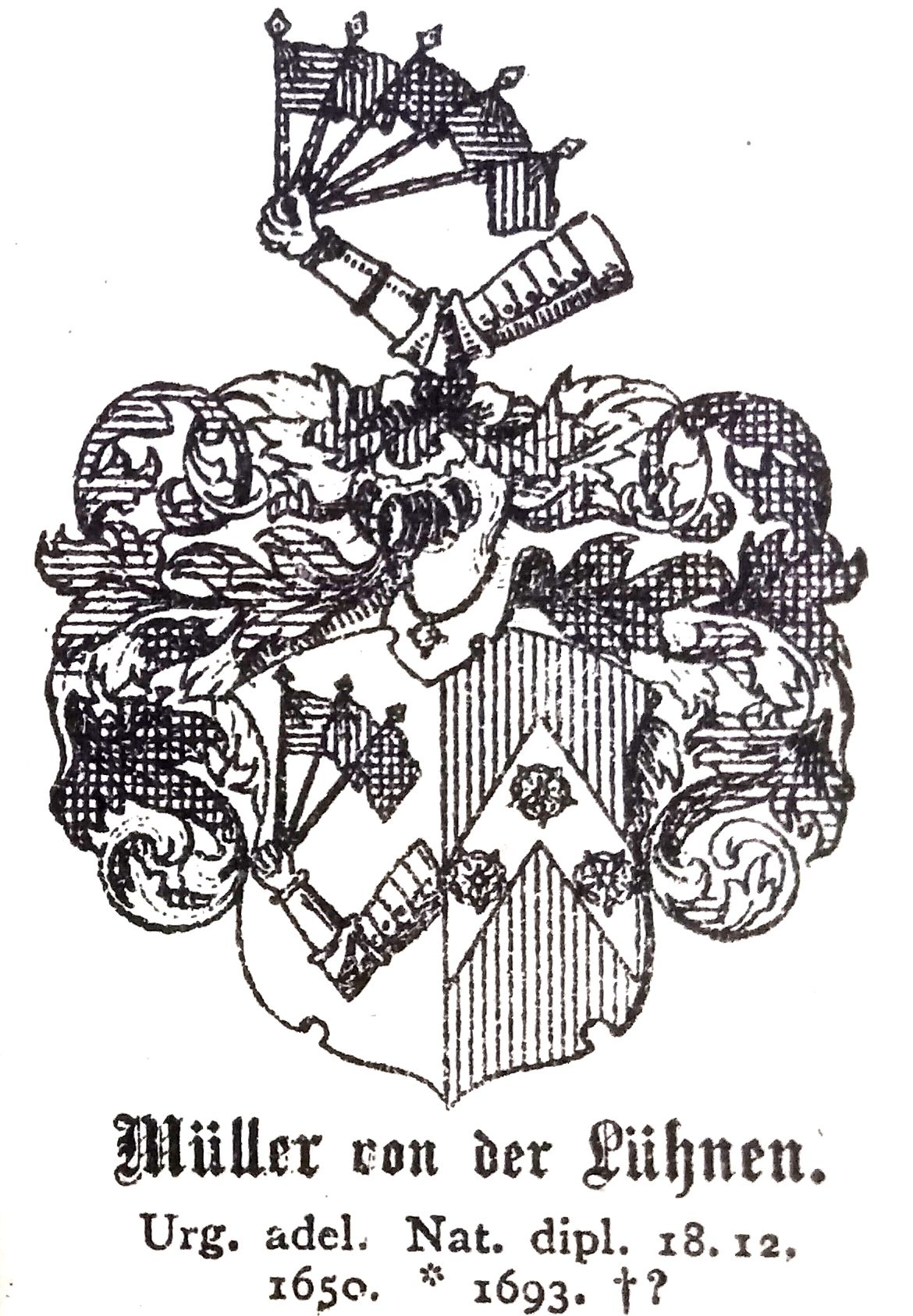
Wappen derer Müller von der Lühnen (1650)

Burchard Müller von der Lühne (* 10. März 1604; † 22. Juli 1670) war während des Dreißigjährigen Krieges Offizier und zuletzt General in schwedischen Diensten. Er wurde nach dem Krieg Stadtkommandant von Greifswald und in den schwedischen Adelsstand erhoben.

## Leben
Burchard Müller war der Sohn des kaiserlichen Offiziers Bernhard Müller und seiner Frau Lucia, der Tochter des kaiserlichen Oberst Jacob von Steinbach. Sein Vater hatte unter den Kaisern Maximilian II. und Rudolf II. in Ungarn gegen die Türken gekämpft und lebte nach seinem Abschied im Herzogtum Verden. Auf seinen Rat trat Burchard Müller, der seit 1618 als Reiter im Kontingent des protestantischen Erzbischofs von Bremen diente, das zunächst noch in kaiserlichen Diensten stand, 1623 als Kürassier in die schwedische Armee ein.
Zuerst nahm er unter Jakob de la Gardie an den Kämpfen Schwedens in Livland gegen Polen-Litauen teil. Während des Dreißigjährigen Krieges gehörte er zur Armee Königs Gustav II. Adolf. Für seine Verdienste in der Schlacht bei Lützen wurde er zum Rittmeister befördert. In der Schlacht bei Nördlingen konnte er sich aus der Umzingelung durch die kaiserlichen Truppen retten und diente später unter Johan Banér und Lennart Torstensson. 1636 wurde er zum Major und 1641 zum Oberst befördert. Von Karl Gustav Wrangel wurde er 1647 zum Generalmajor ernannt.
Nach dem Westfälischen Frieden wurde er Stadtkommandant von Greifswald. Dort bewohnte er das Haus Langestraße 55. Im Dezember 1650 wurde er von der schwedischen Königin Christine geadelt, aber nicht in das schwedische Ritterhaus aufgenommen. Er wählte den Namen Müller von der Lühne wegen der Herkunft seiner Familie aus Lüneburg. Im gleichen Jahr erwarb er die vorpommerschen Güter Ludwigsburg, Mellenthin mit Gothen, und Neetzow.
Während des Zweiten Nordischen Krieges nahm er 1655 an der Schlacht bei Wojnicz teil und wurde im selben Jahr zum Generalleutnant befördert. Im November und Dezember 1655 belagerte er erfolglos das befestigte Kloster Jasna Góra in Tschenstochau. In der Schlacht bei Kłecko (auch Schlacht bei Gnesen) im April 1656 führte er den linken Flügel der Kavallerie unter Carl Gustav Wrangel. Wegen Alter und Krankheit musste er sich vom Kriegsschauplatz in Polen zurückziehen und wurde in Abwesenheit des Generalgouverneurs Wrangel interimistischer Generalkommandeur in Schwedisch-Pommern. Als eine Armee aus kaiserlichen und brandenburgischen Truppen im Spätsommer 1659 in Pommern eindrang, befand er sich in Altdamm. Nach einer fünfwöchigen Belagerung der Stadt musste er kapitulieren und erhielt freien Abzug nach Anklam.
Einige Wochen später überschritt eine größere Armee unter dem Großen Kurfürsten die pommersche Grenze, worauf sich Müller von der Lühne nach Greifswald zurückzog. In der Zeit zwischen dem 23. und 30. September 1659 gelang es ihm trotz zahlenmäßiger Unterlegenheit seiner Truppen und der verfallenen äußeren Greifswalder Befestigungsanlagen mit Unterstützung der Bürger, zwei Bestürmungen durch die Belagerungsarmee des Kurfürsten zurückzuschlagen, so dass dieser die Belagerung aufgab. Das Ereignis wurde als hervorragende Kriegstat in einer Reihe von Kupferstichen zu Ehren des schwedischen Königs Karl X. Gustav abgebildet. Nach dem Abzug der Angreifer besiegte er eine Abteilung feindlicher Reiter, die die Peene bei Jarmen überquerten.
1662 wurde er in den Ruhestand versetzt.

## Familie
Burchard Müller von der Lühne heiratete 1640 Ilsabe Maria von Schmeling (1619–1666), die aus einer hinterpommerschen Adelsfamilie stammte. Das Paar hatte vier Söhne und fünf Töchter darunter:
- Carl Leonhard (1643–1707) Generalleutnant ⚭ Margareta von Bülow,
- Jacob Heinrich († 1714) Amtshauptmann

Beide wurden im Greifswalder Dom St. Nikolai beigesetzt.

## Endnoten
1. ↑  Ilsabe Maria Müller v.der Lühne (1619–1666)

| Personendaten    | Personendaten                                           |
| ---------------- | ------------------------------------------------------- |
| NAME             | Müller von der Lühne, Burchard                          |
| ALTERNATIVNAMEN  | Müller, Burchard                                        |
| KURZBESCHREIBUNG | schwedischer General und Stadtkommandant von Greifswald |
| GEBURTSDATUM     | 10. März 1604                                           |
| STERBEDATUM      | 22. Juli 1670                                           |